# Estadio Oscar Vankesbeeck
El Oscar Vankesbeeck Stadion es un estadio de fútbol ubicado en Malinas, Bélgica. Fue inaugurado en 1923 y tiene una capacidad para 13 687 espectadores, siendo el estadio en el que disputa sus partidos el KRC Mechelen. Está localizado a 1,5 kilómetros de distancia del Argosstadion Achter de Kazerne, estadio del equipo rival KV Mechelen.
El estadio fue nombrado en honor a Oscar Van Kesbeeck, un político flamenco que fue presidente de la Real Federación Belga de Fútbol entre 1937 y 1943, y jugador y presidente del Racing Mechelen.